# Cultura LGBT
Cultura LGBT este o cultură împărtășită de persoanele lesbiene, homosexuale, bisexuale și transsexuale. Este numită uneori „cultură queer”, în timp ce termenul de „cultură gay” poate fi folosit pentru a desemna cultura LGBTQI sau a face referire strict la cultura homosexuală masculină.

## Simboluri

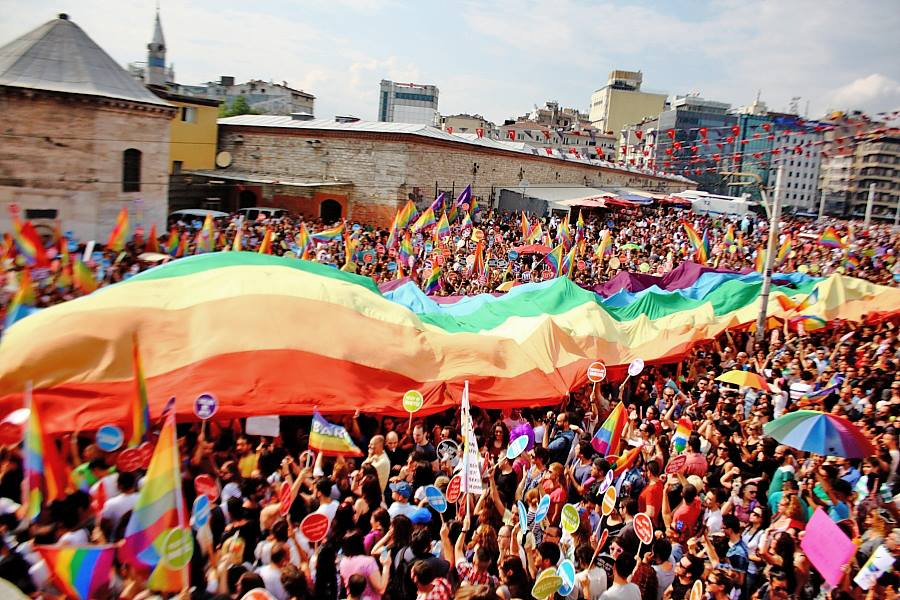
Steag curcubeu desfășurat de participanții la parada din Istanbul

Unul dintre cele mai folosite și recunoscute simboluri ale mișcării gay este steagul curcubeu. Steagul a fost conceput în anul 1978 de către Gilbert Baker, un artist din San Francisco. La acea vreme se resimțea nevoia unui simbol care să poată fi folosit anual, cu ocazia festivalului Gay and Lesbian Freedom Day March din San Francisco. Baker s-a inspirat din mai multe surse, de la mișcarea hippie până la cea de luptă pentru drepturile minorității de culoare, realizând un steag cu opt benzi. Fiecare dintre cele opt culori simboliza aspecte ale vieții gay-lor și lesbienelor: roz – sexualitatea, roșu – viața, portocaliu – vindecarea, galben – soarele, verde – natura, albastru – arta, indigo – armonia, violet – spiritul. Când a fost inițiată producția de serie pentru parada din 1979, banda de culoare roz a trebuit înlăturată: pigmentul roz nu era disponibil în cantități industriale. În același an, comitetul pentru organizarea festivalului a mai adus o modificare, înlăturând culoarea indigo din drapel pentru ca benzile de culoare să se poată distribui egal de-a lungul traseului: roșu, portocaliu și galben – pe o parte a străzii, verde, albastru și violet – pe cealaltă. Această versiune corespunde „teoriei culorilor”, care relevă existența a trei culori primare (roșu, galben, albastru) și a trei culori secundare (portocaliu, verde, violet) obținute prin combinarea două-câte-două a celor primare). Curcubeul cu șase culori a devenit foarte popular, ajungând să fie recunoscut oficial de către Congresul Internațional de Vexilologie.
Este important de menționat că steagul curcubeu nu reprezintă doar persoanele gay (sau homosexualii), ci toată comunitatea LGBT, inclusiv bisexualii și persoanele transgen. De multe ori, este folosit ca simbol colectiv pentru toți cei care aparțin unei orientări sexuale sau identități de gen care este în afara heteronormativității. Curcubeul este un simbol al mândriei gay, în contrast cu mișcarea de eliberare a gay-lor, care a folosit triunghiul roz pe diverse fundaluri colorate.

## Zile și luni comemorative

### Luna istoriei LGBT
Luna istoriei LGBT este festivalul de cultură pentru drepturile omului ce are loc în fiecare luna februarie în România și în alte opt țări europene. Evenimentele din luna februarie se axează pe subiecte importante pentru comunitatea LGBT: autoreprezentare, solidaritate, comunitate sau vizibilitate. În fiecare an, Luna istoriei LGBT își propune să aibă un program plin de evenimente diverse din domeniile artă, cultură și educație. Versiunea americană a acestui eveniment este sărbătorită în octombrie. Luna istoriei LGBT este susținută de numeroase organizații americane, cum ar fi GLAAD, Human Rights Campaign sau GLSEN. În fiecare zi a lunii, o personalitate LGBT este premiată pentru realizările sale în promovarea drepturilor LGBT. Luna istoriei LGBT a fost creată în 1994 de profesorul de istorie Rodney Wilson de la un liceu din statul Missouri. Luna a fost aleasă inițial pentru a include deja cunoscuta „National Coming Out Day” pe 11 octombrie și aniversarea primului marș spre Washington, D.C. al persoanelor LGBT în 1979, pe 14 octombrie. Luna include acum și „Spirit Day”, pe 20 octombrie, zi în care oamenii din întreaga țară poartă culoarea violet în sprijinul tinerilor LGBT, „Ally Week”, săptămână în care sunt celebrați aliații heterosexuali ai comunității și aniversarea morții lui Matthew Shepard pe 12 octombrie 1998, în urma căreia președintele Barack Obama a promulgat Matthew Shepard and James Byrd, Jr. Hate Crimes Prevention Act.

### Luna mândriei LGBT
Luna mândriei LGBT este sărbătorită în fiecare an în luna iunie pentru a comemora revolta de la Stonewall din 1969. În 2016, președintele american Barack Obama a semnat un act prin care luna iunie este declarată în mod oficial „Luna mândriei LGBT”. Scopul lunii comemorative este de a recunoaște impactul pe care persoanele LGBT l-au avut și îl au asupra istoriei pe plan local, național și internațional.

### Ziua internațională împotriva homofobiei, transfobiei și bifobiei

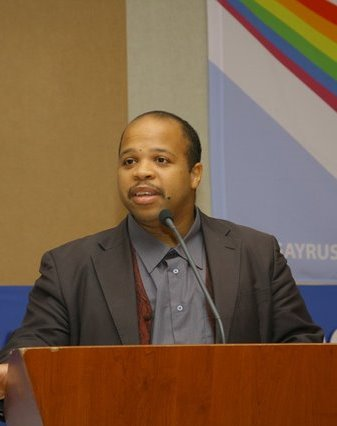
Louis-Georges Tin (n. 1974), promotorul IDAHO

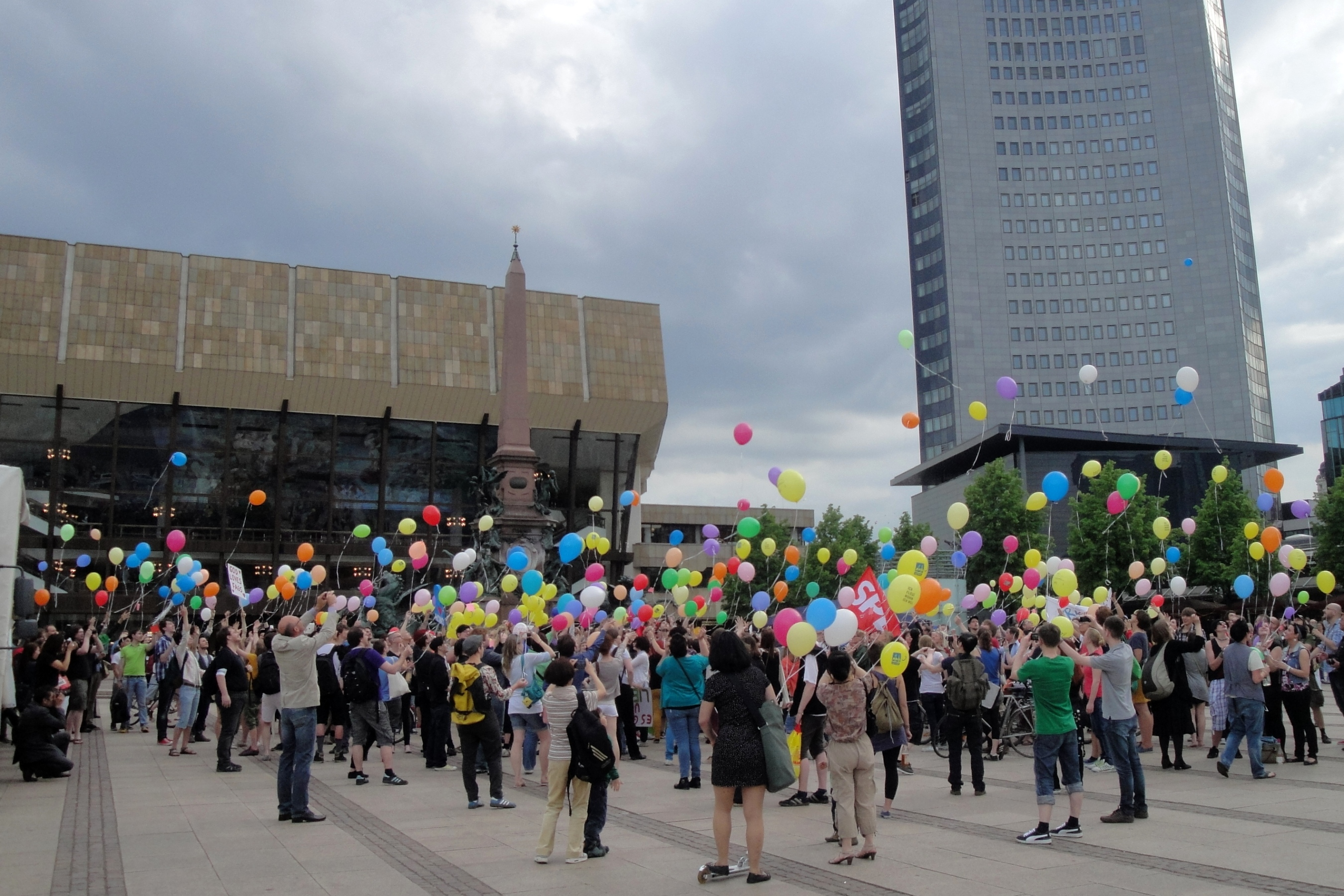
Rainbow-flash în Augustusplatz, Leipzig

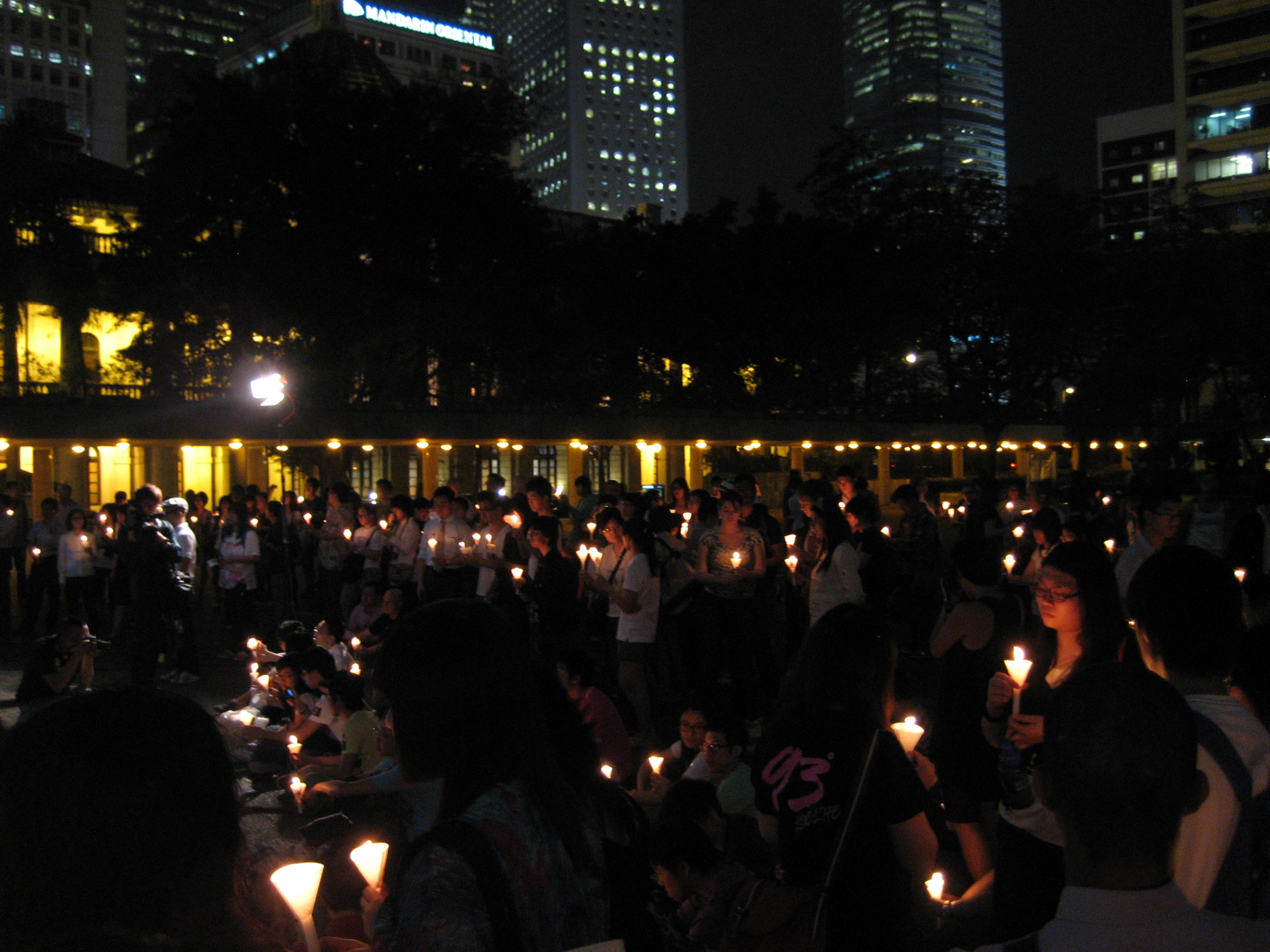
Comemorare publică în Chater Garden, Hong Kong, cu ocazia IDAHO

Ziua internațională de luptă împotriva homofobiei, transfobiei și bifobiei se marchează, anual, la 17 mai, reprezentând data la care homosexualitatea a fost scoasă de pe lista tulburărilor mintale de către Organizația Mondială a Sănătății – 17 mai 1990. Ziua a fost creată pentru a atrage atenția decidenților politici, liderilor de opinie, publicului și mass-media asupra violenței și discriminării cu care se confruntă minoritățile LGBTI la nivel internațional. În ciuda progreselor realizate de LGBTI în ultimele două decenii în materie de recunoașterea drepturilor, situația acestor categorii de minorități rămâne în multe state din lume o provocare. Drepturile LGBTI nu sunt pe deplin respectate, protejate sau aplicate ca urmare a legilor și politicilor punitive, precum și ca urmare a discriminării, stigmatizării și violenței. Mai mult de 70 de state încă incriminează homosexualitatea, în timp ce în câteva state acest fenomen este pedepsit cu moartea. De asemenea, statisticile arată că persoanele aparținând minorităților LGBTI înregistrează rate de șomaj mai mari, precum și un acces îngrădit la servicii medicale, sociale sau financiare.
17 mai a fost stabilită „Ziua internațională împotriva homofobiei” în 2004, de către președintele asociației internaționale Comitetul IDAHO, Louis-Georges Tin. Astfel, cu ocazia primei zile de luptă împotriva homofobiei, marcate în 2005, circa 24.000 de persoane și organizații precum ILGA, IGLHRC, Congresul mondial al LGBTI etc. au semnat un apel pentru susținerea Inițiativei IDAHO.
Ziua a primit recunoaștere oficială din partea mai multor state, instituții internaționale precum Parlamentul European și numeroase autorități locale. Cele mai multe agenții ale Organizației Națiunilor Unite marchează, de asemenea, ziua cu evenimente specifice. Ziua de 17 mai este sărbătorită astăzi în mai mult de 130 de țări, inclusiv 37 în care actele homosexuale sunt ilegale, cu peste 1.600 de evenimente raportate de 1.280 de organizații în 2014. Mobilizările care se fac anual peste tot în lume sunt axate pe recunoașterea drepturilor omului pentru toți, indiferent de orientare sexuală sau identitate de gen.
Ziua de 17 mai a fost cunoscută pentru prima dată ca „Ziua internațională împotriva homofobiei” (engleză: International Day against Homophobia), iar publicului larg sub acronimul IDAHO. În 2009, transfobia a fost adăugată explicit în titlul numelui, în semn de recunoaștere a diverselor probleme întâmpinate de persoanele cu altă identitate sau expresie de gen. IDAHOT a devenit astfel un alt acronim popular folosit în paralel cu cel inițial. Din 2015, bifobia a fost adăugată în titlu pentru a recunoaște dificultățile cu care se confruntă persoanele bisexuale.

## Cinematografie
În 1894, William Kennedy Dickson produce primul film cu sunet din istorie, folosind kinetofonul, un sistem mai degrabă arhaic de a sincroniza imaginea și sunetele preînregistrate într-un studio. Filmul prezintă doi bărbați dansând împreună, pe ritmul operei lui Robert Planquette, Les Cloches de Corneville. Se numește The Dickson Experimental Sound Film, de mulți interpretat ca fiind și primul film gay. Probabil departe de adevăr, filmul este des citat ca momentul zero în istoria filmului cu tematică LGBT. De-a lungul timpului, dat fiind caracterul artistic și interpretativ al filmului, numeroase personaje queer au prins viață, fie în mod fățiș, fie în mod subversiv.
Remake al comediei La Cage aux Folles (1978), filmul The Birdcage (1996), cu Robin Williams și Nathan Lane în rolurile principale, este prima peliculă cu personaje gay care s-a bucurat de succes imens la box office. În 1994 Tom Hanks câștigă un Premiu Oscar pentru rolul principal din pelicula Philadelphia, unul dintre primele filme de impact realizat la Hollywood despre homofobie, homosexualitate și impactul cultural al HIV/SIDA. Brokeback Mountain, filmul care a prezentat relația secretă și interzisă dintre doi cowboy, a debutat în cinematografele din America în decembrie 2005 și a avut un succes imens la box office, obținând și aprecierea criticilor. A câștigat Globul de Aur pentru cel mai bun film–dramă, dar și trei premii Oscar, printre care și cel pentru regizor – Ang Lee. Cu Patrick Swayze, Wesley Snipes și John Leguizamo în rolurile principale, To Wong Foo Thanks for Everything, Julie Newmar, lansat în 1995, a fost primul film care a prezentat cultura drag. Deși a avut doar un sezon, serialul Hot L Baltimore, difuzat în 1975 de ABC, a avut printre personaje primul cuplu gay din istoria televiziunii: George (Lee Bergere) și Gordon (Henry Calvert). În 1986, actorul William Hurt a primit premiul Oscar pentru Cel mai bun actor pentru interpretarea rolului Luis Molina în filmul Kiss of the Spider Woman. Este primul premiu acordat unui actor care a jucat un personaj gay care, pe parcursul filmului, este văzut de multe ori în travesti. În 2014, Laverne Cox, cunoscută pentru rolul din serialul Orange Is the New Black, a devenit prima actriță transgender nominalizată pentru un premiu Emmy.

## Parade gay
Primul marș din istoria minorităților sexuale a avut loc în Statele Unite, în anul 1970. În iunie 1969, s-a produs o revoltă a minorității gay împotriva autorităților. Homosexualii din barul Stonewall, din suburbia new-york-eză Greenwich Village, au răspuns pentru prima dată violent la abuzurile forțelor de ordine. Un an mai târziu, militanții gay din New York au organizat un marș pentru comemorarea evenimentului. Ulterior, fenomenul s-a generalizat, astfel că, în prezent, acest gen de manifestații sunt un fapt obișnuit în marile orașe din Uniunea Europeană și Statele Unite.
Prima paradă LGBT din România a avut loc în 2005, pe străzile Bucureștiului, ca parte a festivalului GayFest. Parada a fost aproape blocată de primarul de atunci al Capitalei, Adriean Videanu, însă Monica Macovei, atunci ministru al Justiției, și Traian Băsescu, președinte în funcție, au ieșit public și au făcut presiuni pentru aprobarea Marșului Diversității.
Paradele gay contribuie la familiarizarea populației cu cauza și principiile comunității gay și, pe termen lung, contribuie la creșterea toleranței. Astfel de parade se remarcă prin culoare și extravaganță, motiv pentru care oponenții mișcării LGBT le cataloghează drept „perverse” sau „dezgustătoare”.